# Горки (Струго-Красненский район)
Горки — деревня в Струго-Красненском районе Псковской области России. Входит в состав сельского поселения «Новосельская волость».

## География
Находится на северо-востоке региона, в юго-западной части района, у административной границы  с Новгородской областью, в лесной местности, вблизи деревни Збруд, урочищ Сусницы, Дроздово. Произрастает ольха, берёза.
Уличная сеть не развита.

## История
Согласно Закону Псковской области от 28 февраля 2005 года  деревня Горки вошла в состав образованного муниципального образования Хрединская волость с 1 января 2006 года.
До апреля 2015 года деревня Горки входила в  Хрединскую волость.
В соответствии с Законом Псковской области от 30 марта 2015 года № 1508-ОЗ   деревня Горки, вместе с другими селениями упраздненной Хрединской волости, вошла в состав образованного муниципального образования Новосельская волость.

## Население
| 2001 | 2002 | 2010 | 2011 |
| ---- | ---- | ---- | ---- |
| 5    | ↘1   | ↘0   | ↗2   |

## Инфраструктура
Вывоз леса, деревообработка.

## Транспорт
Лесная дорога.